# Elon J. Farnsworth
Elon John Farnsworth (30. juli 1837 – 3. juli 1863) var kavalerigeneral i Unionshæren under den amerikanske borgerkrig. Han blev dræbt under slaget ved Gettysburg.

## Tidlige år og karriere
Farnsworth blev født i Green Oak, Michigan, nevø af John F. Farnsworth, en prominent politiker i Det Demokratiske Parti som senere blev Republikaner, og også gjorde tjeneste som general i borgerkrigen. Hans familie flyttede til Illinois i 1854. Han fik eksamen fra University of Michigan i 1858. Han gik ind i hæren som civil fourager og gjorde tjeneste i staben hos Albert Sidney Johnston under den såkaldte "Mormon krig" i 1857-1858 i Utah Territoriet. Han arbejdede også som bisonjæger og spejder i Colorado Territory.

## Borgerkrigen
Ved borgerkrigens udbrud blev Farnsworth forfremmet til premierløjtnant i det 8. frivillige Illinois kavaleriregiment, som blev ledet af hans onkel, og udmærkede sig i krigens første faser. Efter at være blevet forfremmet til kaptajn den 25. december 1861 blev han assisterende overkvartermester i IV korps. I begyndelsen af 1863, gjorde han tjeneste i Brigadegeneral Alfred Pleasonton's stab under Slaget ved Chancellorsville og i begyndelsen af Gettysburg kampagnen. Den 29. juni 1863, blot to dage før slaget ved Gettysburg, blev han af Pleasonton forfremmet til brigadegeneral i den frivillige hær, selv om denne forfremmelse aldrig blev godkendt af Senatet. Han fik kommandoen over 1. Brigade i 3. Division i kavalerikorpset i Army of the Potomac.

## Døden ved Gettysburg
Efter sammenbruddet af Pickett's Charge og nederlaget for J.E.B. Stuart's sydstatskavaleri den 3. juli, på den tredje dag i Slaget ved Gettysburg, beordrede Hugh Judson Kilpatrick, som havde kommandoen over 3. Kavaleridivision, Farnsworth til at angribe med sin brigade mod Sydstatspositioner syd for Devil's Den området af slagmarken nedenfor Little Round Top. Farnsworth vægrede sig i starten og hævdede, at der ingen chance var for at angrebet kunne lykkes, og han accepterede først opgaven, da Kilpatrick efter sigende beskyldte ham for fejhed. Farnsworth gennemførte angrebet mod enheder af John Bell Hood's division, under Evander M. Law (Hood var blevet såret den foregående dag). Angrebet blev slået tilbage med store tab, og Farnsworth selv blev ramt fem gange i brystet. En beretning fra sydstatsobersten William C. Oates hævdede, at Farnsworth var omringet af Sydstatssoldater og begik selvmord for ikke at blive taget til fange, men dette er blevet modsagt af andre vidner og afvises af de fleste historikere.
Kilpatrick fik megen kritik for at have beordret angrebet, men officielt blev der ikke skredet ind.
Farnsworth ligger begravet på Rockton Cemetery i Rockton Illinois. "Battery Farnsworth", en kystforsvarsstilling bygget mellem 1897 og 1899 nær Fort Constitution ved New Castle i New Hampshire blev opkaldt efter ham.